# 멜리아 와트라스
멜리아 와트라스는 미국의 비올라 연주자, 작곡가이자 비올라 교수이다. 그녀는 독주자로서와 앙상블 연주자로서, 그리고 녹음 아티스트로서 활동하며, 수많은 새로운 작품을 의뢰하고 초연하며 녹음했다. 카네기 홀, 와일 리싸이틀 홀과 같은 뉴욕에 위치한 유명한 공연장에서 공연한 경험이 있다. 그녀의 작품은 미국과 유럽에서 공연되었다. 인디애나 대학교와 주야드 음악학교에서 교육을 받았으며, 와트라스는 2004년 가을부터 시애틀의 워싱턴 대학교에서 교수로 재직하고 있다.
또한 Frequency 앙상블의 비올라 연주자로서 활동하고 있으며, Planet M Records에서 작곡하고 녹음한 작품을 발표하였다. Watras는 다양한 매체로부터 주목과 칭찬을 받았으며, 그녀의 솔로 CD는 Gramophone, The Strad, Strings 등의 출판물에서 인정받았다. 그녀의 음악은 NPR의 All Things Considered와 Performance Today를 비롯한 여러 라디오 프로그램에서 소개되었으며, 덴마크 방송사에서 생중계 공연을 했다.

## 교육
와트라스는 인디애나 대학교에 입학하여, 아브라함 스커닉과 아타르 아라드와 함께 공부하며 비올라 연주로 학사 학위와 석사 학위, 그리고 훌륭한 연주자 인증서를 받았다. 인디애나 대학교에서는 아라드의 조교로 활동하기도 했다. 그녀는 주야드 음악학교에서는 앙상블 연주를 공부하며, 동시에 주야드 현악 사중주의 조교로서도 근무했다.

## 직업

### 공연 및 녹음 아티스트
와트라스는 미국의 워싱턴 주 시애틀에 위치한 워싱턴 대학교의 음악 교수로서, 비올라와 작곡 분야에서 활동하고 있다. 그녀는 협연자들과 함께 다양한 앙상블과 프로젝트를 진행하며, 새로운 작품을 창작하고 세계 초연을 진행하는데 역점을 두고 있다.
와트라스는 많은 작곡가들로부터 음악 작품을 특별히 의뢰받아 세계적으로 연주되었다. 그녀는 Avalon String Quartet, Rachel Lee Priday (바이올린), Michael Jinsoo Lim (바이올린), Sæunn Thorsteinsdóttir (첼로), Cristina Valdés (피아노), Rose Wollman (비올라) 등과 협연하였으며, Atar Arad (비올라), Galia Arad (보컬), Winston Choi (피아노), Catherine Connors (보컬) 등 다양한 아티스트들에 의해 그녀의 작품이 연주되었다.
또한 와트라스의 음악은 국립 공중 라디오인 NPR의 Performance Today를 비롯한 여러 프로그램에서 소개되었으며, 그녀의 음반인 "Schumann Resonances"와 "26"에서 그녀의 음악을 감상할 수 있다. Watras는 John Corigliano의 "Fancy on a Bach Air"를 비올라용으로 편곡한 작품을 G. Schirmer, Inc.에서 출판하였으며, 그것은 그녀의 "Viola Solo" 음반에서 들을 수 있다.
와트라스는 음악계에서 그녀의 창의적이고 열정적인 접근으로 인정받고 있으며, 그녀의 연주와 작곡은 다양한 음악 애호가들에게 폭넓은 호평을 받고 있다.
특히 Watras를 위한 작품을 쓴 작곡가로는 Alessandra BarrettCharles Corey, Brent Michael Davids, Joël-François Durand, Orlando Jacinta García, Richard Karpen, Garth Knox, Anne Leilehua Lanzilotti, Shih-Wei Lo, Juan Pampin, Joshua Parmenter, Shulamit Ran, Kathryn Sullivan, Heinrich Taube, Diane Thome, Cuong Vu, Andrew Wagoner, Anna Weesner 및 Frances White 가 있다. 독주자이자 실내악 연주자로서 Watras는 Atar Arad, Charles Corey, John Corigliano, Brent Michael Davids, Tina Davidson, Alexander De Varon, Joël-François Durand, Orlando Jacinta García, Jesse Jones, Richard Karpen, Garth Knox, Michael Jinsoo Lim, Shih-Wei Lo, Patrick Long, Eric Maestri, Anthony Moore, Jeffrey Mumford, Ichiro Nodaira, Juan Pampin, Joshua Parmenter, Robert Pound, Shulamit Ran, Adam Silverman, Kathryn Sullivan, Sir John Taverner, Heinrich Taube, Diane Thome, Dan Visconti, Cuong Vu, Andrew Wagoner, Melia Watras, Anna Weesner, Frances White, Theodore Wiprud, Tamar Witkin 및 Micha Zupko 등이 있다.
와트라스는 시애틀을 기반으로 하는 앙상블인 Frequency의 비올라 연주자로, 그룹과 함께 작곡하고 Planet M Records에서 녹음을 진행했다. 그녀는 Corigliano Quartet의 비올라 연주자로도 알려져 있으며, 이 그룹은 그녀가 함께 창단한 것이다. 20년 동안 이 그룹과 함께 세계적으로 콘서트를 진행하고 녹음을 많이 했다. Naxos 레이블에서 발매한 이들의 음반은 The New Yorker에서 연례적으로 선정하는 최고의 클래식 음반 10개 중 하나로 인정받았다. 그 외에도 와트라스는 Cuong Vu와 Ted Poor와 함께 재즈 혁신가들과 콘서트에서 연주하며 챔버 음악 탐구를 이어나갔다. 그녀와 Vu는 비올라와 트럼펫을 위한 그의 작품을 선보이고 녹음했다.

### 작곡가
와트라스의 작품은 뉴욕 시, 시카고, 시애틀, 블루밍턴(인디애나), 덴마크 및 스페인에서 공연되었다. 그녀는 Avalon String Quartet, Rachel Lee Priday (바이올린), Michael Jinsoo Lim (바이올린), Sæunn Thorsteinsdóttir (첼로), Cristina Valdés (피아노), Rose Wollman (비올라) 등으로부터 의뢰를 받았으며, Atar Arad (비올라), Galia Arad (보컬), Winston Choi (피아노), Catherine Connors (보컬), Charles Corey (하모닉 캐논 및 베이스 마림바), Frequency Ensemble, Manuel Guillén (바이올린), Yura Lee (바이올린), Tawnya Popoff (비올라), Bonnie Whiting (타악기) 및 Vina Vu Valdés (보컬)와 같은 예술가들에 의해 연주되었다.
와트라스의 음악은 National Public Radio의 Performance Today에서 소개되었으며, 그녀의 앨범 "Schumann Resonances"와 "26"에서 들을 수 있다. 특히, 그녀의 John Corigliano의 "Fancy on a Bach Air"를 위한 비올라로의 편곡은 G. Schirmer, Inc.에서 출판되었으며, 그녀의 Viola Solo 앨범에 수록되어 있다.

### 교수
와트라스의 작품은 뉴욕시, 시카고, 시애틀, 블루밍턴(인디애나), 덴마크, 스페인 등에서 공연되었다. 그녀는 Avalon String Quartet, Rachel Lee Priday (바이올린), Michael Jinsoo Lim (바이올린), Sæunn Thorsteinsdóttir (첼로), Cristina Valdés (피아노), Rose Wollman (비올라) 등으로부터 의뢰를 받았으며, Atar Arad (비올라), Galia Arad (음성), Winston Choi (피아노), Catherine Connors (음성), Charles Corey (하모닉 캐논과 베이스 마림바), Frequency 앙상블, Manuel Guillén (바이올린), Yura Lee (바이올린), Tawnya Popoff (비올라), Bonnie Whiting (타악기), Vina Vu Valdés (음성)와 같은 저명한 아티스트들에 의해 연주되었다. 그녀의 음악은 국립공중방송 NPR의 Performance Today에서 들을 수 있으며, Schumann Resonances와 26라는 앨범에 수록되어 있다. Watras의 John Corigliano의 Fancy on a Bach Air를 위한 비올라 편곡은 G. Schirmer, Inc.에서 출판되었으며, Viola Solo 앨범에서 들을 수 있다.

## 음반

### 솔로 녹음
Atar Arad : 비올라 독주를 위한 Caprice Four (George) (2003) (CD SLE 70002) Atar Arad : 비올라 독주를 위한 소나타 (1992) (CD FDS 57962) JS Bach/Kodály : Chromatic Fantasy (CD FDS 57962) Luciano Berio : 독주 비올라, 타악기 및 녹음된 음성을 위한 Naturale(19850; with Matthew Kocmieroski, 타악기(CD SLE 70002) 레베카 클라크 : 비올라와 피아노를 위한 고대 영국 곡의 파사칼리아; Kimberly Russ, 피아노(CD FDS 58007) 존 코릴리아노(편곡. Watras) : 솔로 비올라를 위한 Fancy on a Bach Air (1997)* (CD FDS 57962) Brent Michael Davids : 비올라와 테너를 위한 Viola Jokes (2005)*; 테너 William George와 함께(CD FDS 57992) 조르주 에네스쿠 : 비올라와 피아노를 위한 콘서트 작품; Kimberly Russ, 피아노(CD FDS 58007) Betsy Jolas : 비올라 솔로를 위한 에피소드 6 (1984)* (CD FDS 58007) Richard, Karpen : 증폭 비올라 및 인터랙티브 전자 장치용 조리개 (2006)* (CD FDS 57992) 죄르지 리게티 : 비올라 독주를 위한 소나타 중 루프 (1994)(CD FDS 58007) Juan Pampin : 비올라와 라이브 일렉트로닉을 위한 나다 (2006)* (CD FDS 57992) Krzystof Penderecki : 비올라 솔로 카덴자 (CD FDS 57962) 퀸시 포터 : 비올라와 피아노를 위한 스피드 에뛰드 (CD FDS 58007) Paola Prestini : Sympathique * (CD FDS 57962) Shulamit Ran : 비올라 독주를 위한 Perfect Storm (2010)* (CD SLE 70002) 이고르 스트라빈스키 : Elégie (CD FDS 57962) Heinrich Taube : 비올라와 테이프를 위한 Tacoma Narrows (2006)* (CD FDS 57992) Diane Thome : 비올라와 컴퓨터 구현 사운드를 위한 And Yet... (2006)* (CD FDS 57992) Henri Vieuxtemps : 비올라와 피아노를 위한 Elégie, Op. 30; Kimberly Russ, 피아노(CD FDS 58007) Dan Visconti : 비올라 독주를 위한 Hard-Knock Stomp (2000)* (CD FDS 58007) Andrew Wagoner : Collines parmi étoiles... (2003)* (CD FDS 57962) Andrew Wagoner : 비올라와 피아노를 위한 Elle s'enfuit (2008)*; Kimberly Russ, 피아노(CD FDS 58007)
Melia Watras: 비올라 독주를 위한 애가(2016)* (CD PMR 002) Melia Watras : 비올라 독주를 위한 소나타 (2012)* (CD SLE 70007) Melia Watras : 비올라 솔로(2012)*를 위한 Mikel의 사진(CD SLE 70007) Anna Weesner : 비올라와 피아노를 위한 유연한 파트 (2008)*; Kimberly Russ, 피아노(CD FDS 58007) Henryk Wieniawski : 비올라와 피아노를 위한 Rêverie; Kimberly Russ, 피아노(CD FDS 58007)

### 실내악 녹음(선택)
아타르 아라드 : 두 대의 비올라를 위한 에스더(2008)*; Atar Arad 및 Melia Watras, 비올라(CD SLE 70007) Atar Arad : 두 대의 비올라를 위한 Toccatina a la Turk(2008)*; Atar Arad 및 Melia Watras, 비올라(CD SLE 70007) Luciano Berio : 검은색은 메조소프라노, 비올라, 하프를 위한 색이다. 갈리아 아라드, 목소리; Melia Watras 비올라; Valerie Muzzolini-Gordon, 하프(CD SLE 70002) 리차드 카펜 : 바이올린과 비올라를 위한 비시니움(2014)*; 마이클 임진수, 바이올린; Melia Watras, 비올라(CD SLE 70007) Richard Karpen : 바이올린, 비올라 및 피아노를 위한 Tertium Quid(2015)*; 마이클 임진수, 바이올린; Melia Watras, 비올라; 윈스턴 최, 피아노 (CD PMR 001) Garth Knox : 비올라와 비올라 다모레의 낯선 사람 (2014)*; Melia Watras, 비올라; Garth Knox, 비올라 다모레(CD SLE 70007) George Rochberg : 비올라와 피아노를 위한 소나타(1979); Melia Watras, 비올라; Winston Choi, 피아노(CD SLE 70002) 로베르트 슈만 : 비올라와 피아노를 위한 메르헨빌더(동화의 그림), Op. 113; Melia Watras, 비올라; 윈스턴 최, 피아노 (CD PMR 001) Cuong Vu : Porch Music 비올라와 트럼펫(2015)*; Melia Watras, 비올라; Cuong Vu, 트럼펫(CD PMR 001)
Melia Watras : 바이올린과 비올라를 위한 Berceuse (2015)*; 마이클 임진수, 바이올린; Melia Watras, 비올라(CD PMR 002) 멜리아 와트라스 : 목소리와 비올라를 위해 런던에서 가수와 Berceuse(2015)*; 갈리아 아라드, 목소리; Melia Watras, 비올라(CD PMR 001)
멜리아 와트라스 : 목소리와 첼로를 위한 반딧불 (2018)*; Melia Watras, 목소리; 마이클 임진수, 목소리; Sæunn Thorsteinsdóttir, 첼로 (CD PMR 002)
Melia Watras: 비올라 독주를 위한 애가(2016)*; Melia Watras, 비올라(CD PMR 002)
Melia Watras : 녹음된 음성, 바이올린 및 비올라를 위한 강의(2017)*; Atar Arad, 녹음된 음성; 마이클 임진수, 바이올린; Melia Watras, 비올라(CD PMR 002) 멜리아 와트라스 : 바이올린과 비올라를 위한 리퀴드 보이스(2013)*; 마이클 임진수, 바이올린; Melia Watras, 비올라(CD SLE 70007)
Melia Watras : 바이올린과 비올라를 위한 Lontano (2017)*; 마이클 임진수, 바이올린; Melia Watras, 비올라(CD PMR 002)
Melia Watras : 내레이터와 바이올린을 위한 O. Reverie(2018)*; 내레이터 Melia Watras; 마이클 임진수, 바이올린 (CD PMR 002)
Melia Watras : (1) 성악, 비올라 및 첼로(2018)*; 마이클 임진수, 목소리; Melia Watras, 비올라; Sæunn Thorsteinsdóttir, 첼로 (CD PMR 002) Melia Watras : 비올라와 피아노를 위한 슈만 공명(2015)*; Melia Watras, 비올라; 윈스턴 최, 피아노 (CD PMR 001) Melia Watras : 비올라, 타악기 및 바이올린 소스(2015)*; Melia Watras, 비올라; 매튜 코크미에로스키, 타악기; 마이클 임진수, 바이올린 (CD PMR 001)
Melia Watras : 내레이터와 비올라를 위한 비올라(2017)*; 내레이터 아르투로 알토; Melia Watras, 비올라(CD PMR 002)

### Melia Watras가 작곡한 음악 녹음
Melia Watras : 바이올린과 비올라를 위한 Berceuse (2015)*; 마이클 임진수, 바이올린; Melia Watras, 비올라(CD PMR 002)
멜리아 와트라스 : 목소리와 비올라를 위해 런던에서 가수와 Berceuse(2015)*; 갈리아 아라드, 목소리; Melia Watras, 비올라(CD PMR 001)
멜리아 와트라스 : 목소리와 첼로를 위한 반딧불 (2018)*; Melia Watras, 목소리; 마이클 임진수, 목소리; Sæunn Thorsteinsdóttir, 첼로 (CD PMR 002)
Melia Watras : 녹음된 음성, 바이올린 및 비올라를 위한 강의(2017)*; Atar Arad, 녹음된 음성; 마이클 임진수, 바이올린; Melia Watras, 비올라(CD PMR 002) 멜리아 와트라스 : 바이올린과 비올라를 위한 리퀴드 보이스(2013)*; 마이클 임진수, 바이올린; Melia Watras, 비올라(CD SLE 70007) Melia Watras : 바이올린 독주를 위한 Luminous Points (2013)*; 마이클 임진수, 바이올린 (CD SLE 70007)
Melia Watras : Mozart Does n't Live in 시애틀 for voice (2017)*; Vina Vu Valdés, 음성(CD PMR 002)
Melia Watras : 바이올린과 비올라를 위한 Lontano (2017)*; 마이클 임진수, 바이올린; Melia Watras, 비올라(CD PMR 002)
Melia Watras : 내레이터와 바이올린을 위한 O. Reverie(2018)*; 내레이터 Melia Watras; 마이클 임진수, 바이올린 (CD PMR 002)
Melia Watras : (1) 성악, 비올라 및 첼로(2018)*; 마이클 임진수, 목소리; Melia Watras, 비올라; Sæunn Thorsteinsdóttir, 첼로 (CD PMR 002) Melia Watras : 비올라 독주를 위한 Mikel의 사진(2012)*; Melia Watras, 비올라(CD SLE 70007) Melia Watras : 비올라 독주를 위한 전주곡 (2014)*; 아타르 아라드, 비올라(CD SLE 70007) Melia Watras : 비올라와 피아노를 위한 슈만 공명(2015)*; Melia Watras, 비올라; 윈스턴 최, 피아노 (CD PMR 001) Melia Watras : 비올라 독주를 위한 소나타 (2012)*; Melia Watras, 비올라(CD SLE 70007) Melia Watras : 비올라, 타악기 및 바이올린 소스(2015)*; Melia Watras, 비올라; 매튜 코크미에로스키, 타악기; 마이클 임진수, 바이올린 (CD PMR 001)
*는 세계 초연 녹음을 나타낸다.

## 작곡
Melia Watras가 선택한 작품:

### 독주
바이올린:
바이올린 독주를 위한 나이팅게일 에게 (2020) 바이올린 독주를 위한 에코 (2020) 베토벤의 바이올린 협주곡과 관현악을 위한 카덴자, Op. 바이올린 독주를 위한 61번 (2020) 바이올린 독주를 위한 백조의 호수 오마주 (2018) 바이올린 독주를 위한 셀바지오 (2018) 바이올린 독주를 위한 도플갱어 댄스 (2017) 바이올린 독주를 위한 Luminous Points (2013)
비올라:
비올라 독주를 위한 푸른 장미 (2021)
비올라 독주를 위해 땅에 닿은 구름 (2021)
비올라 독주를 위한 나이팅게일 에게 (2020) 비올라 솔로를 위한 블랙 윙, 브라운 윙 (2019) 비올라 독주를 위한 애도 (2016) 비올라 독주를 위한 전주곡 (2014) 비올라 독주를 위한 소나타 (2012) 비올라 독주를 위한 안시오소 (2012) 비올라 솔로를 위한 Mikel의 사진 (2012)
첼로: 첼로 독주를 위한 Vetur (2016) 첼로 독주를 위한 전주곡 (2014)
피아노: 피아노를 위한 여름 노래 (2020) 피아노를 위한 오트라 벡스 (2020)
목소리:
보이스 및 루프 페달을 위한 Weeping Pendula (2021) 모차르트는 목소리 때문에 시애틀에 살지 않는다 (2017)
Vetur öngum lánar lið for voice (2016)
녹음된 음성: 녹음된 음성을 위해 Catherine C.와 함께 Cypresses 보기 (2017)
애니모티콘 음성:
Penicilli-yum! 애니모티콘 마우스용(2020)
Animoji 마우스용 Sotto squeako (2020)
Baby, I Love You for Animoji 마우스 (2020)
아코디언:
Bellows, Buttons and Keys for accordion (2021)을 위한 3곡

### 실내 음악
바이올린과 비올라:
아몬드 나무 듀오 : 바이올린과 비올라를 위한 18개의 듀오 모음 (2019-2021) 바이올린과 비올라를 위한 론타노 (2017) 바이올린과 비올라를 위한 Vetur öngum lánar lið (2017) 바이올린과 비올라를 위한 현명한 촉수 (2017) 바이올린과 비올라를 위한 Berceuse (2015) 바이올린과 비올라를 위한 리퀴드 보이스 (2013)
바이올린과 첼로: 바이올린과 첼로를 위한 Vetur öngum lánar lið (2017) 바이올린과 첼로를 위한 현명한 촉수 (2017)
바이올린, 비올라, 첼로: 바이올린, 비올라, 첼로를 위한 크로이처 (2016)
현악 사중주: 베토벤의 Op. 현악 사중주를 위한 18번 4번 (2020)
두 개의 비올라:
아몬드 나무 듀오 : 두 대의 비올라를 위한 18개의 듀오 모음 (2019-2021)
비올라와 피아노: 비올라와 피아노를 위한 슈만 공명 (2015)
비올라, 타악기 및 바이올린: 비올라, 타악기 및 바이올린 소스 (2015)
목소리와 바이올린: 성악과 바이올린을 위한 O. 몽상 (2018) 목소리와 바이올린을 위한 윌리엄 윌슨 (2016)
목소리와 비올라: 화자와 비올라를 위한 비올라 (2017) 목소리와 비올라를 위한 런던의 가수를 위한 Berceuse (2015)
음성, 바이올린 및 비올라:
내레이터, 바이올린, 비올라를 위한 허버트 우드워드 마틴의 시 5편 (2021)
음성 및 첼로: 목소리와 첼로를 위한 반딧불 (2018) 목소리와 첼로를 위한 Vetur öngum lánar lið (2016)
성악, 비올라 및 첼로: 음성, 비올라 및 첼로 (2018)
보이스, 비올라, Harmonic Canon, Cloud-Chamber Bowls 및 Bass Marimba: 목소리를 위한 스트링 마스크, 비올라, Harmonic Canon, Cloud-Chamber Bowls 및 Bass Marimba (2017)
녹음된 음성, 바이올린 및 비올라: 성악과 바이올린, 비올라를 위한 레슨 (2017)
다양한 음성 및 악기: 다양한 목소리와 악기를 위한 반딧불 노래 (2015-2018)

### 협주곡
비올라와 하프:
독주 비올라, 하프, 현악기를 위한 용감한 나비의 하차 (2021)